# Mike Moh
Mike Moh (Atlanta, 19 agosto 1983) è un attore, stuntman e artista marziale statunitense.

## Carriera
Nato nel 1983 ad Atlanta, Moh frequenta sin da piccolo corsi di arti marziali ed è cintura nera di 4º dan in taekwondo. Nel 2006 viene contattato per un provino con il Jackie Chan Stunt Team e viene scelto come stuntman nel film Rob-B-Hood.
Nel 2009 prende parte alla serie televisiva Kamen Rider: Dragon Knight. Negli anni seguenti Moh partecipa in ruoli minori a diverse serie televisive, tra cui Dr. House - Medical Division, 2 Broke Girls, Castle ed Empire.
Nel 2014 viene scelto come protagonista della webserie Street Fighter: Assassin's Fist nel ruolo di Ryu. Nel 2016 riprende il ruolo di Ryu nella miniserie web Street Fighter: Resurrection. 
Nel 2017 entra nel cast principale della serie del Marvel Cinematic Universe Inhumans nel ruolo di Triton. Nello stesso anno entra nel cast di C'era una volta a... Hollywood di Quentin Tarantino, nei panni di Bruce Lee.
Ha sposato Richelle Kondratowicz. La coppia ha avuto tre figli.

## Filmografia

### Cinema
- Rob-B-Hood, regia di Benny Chan (2006)
- School Dance, regia di Danny Cannon (2014)
- C'era una volta a... Hollywood (Once Upon a Time in... Hollywood), regia di Quentin Tarantino (2019)
- Killerman, regia di Malik Bader (2019)
- Boogie, regia di Eddie Huang (2021)
- Blade of the 47 Ronin, regia di Ron Yuan (2022)
- Ghosted, regia di Dexter Fletcher (2023)

### Televisione
- Kamen Rider: Dragon Knight – serie TV (2009)
- Dr. House - Medical Division (House, M.D.) – serie TV, 1 episodio (2011)
- 2 Broke Girls – serie TV (2011)
- The Johnnies – serie TV, 4 episodi (2012)
- Super Ninja – serie TV, stuntman (2012-2013)
- Perception – serie TV, 1 episodio (2013)
- Castle – serie TV, episodio 6x18 (2014)
- Street Fighter: Assassin's Fist – webserie, 12 episodi (2014)
- True Blood – serie TV, stuntman (2014)
- Empire – serie TV, 4 episodi (2015)
- Street Fighter: Resurrection – webserie, 4 episodi (2016)
- Inhumans – serie TV, 8 episodi (2017)

## Doppiatori italiani
Nelle versioni in italiano delle opere in cui ha recitato, Mike Moh è stato doppiato da:
- Emanuele Ruzza in Street Fighter: Assassin's Fist, Inhumans
- Alessandro Budroni in Dr. House - Medical Division
- Giuseppe Ippoliti in Perception
- Patrizio Cigliano in Castle
- Luca Mannocci in C'era una volta a... Hollywood
- Raffaele Carpentieri in Ghosted